# Деніс ван Алслот
Деніс ван Алслот  (нід. Denis van Alsloot 1570, Мехелен — 1626, Гаага) — художник із Південних Нідерландів, що жив і працював на зламі XVI—XVII століть. Робив пейзажі, іноді працював в парі з іншими художниками, де робив пейзажі на картинах з міфологічними сюжетами.

## Життєпис
Про рік народження і ранні роки художника відомостей не знайдено. Умовно за рік народження беруть 1570 рік. Перша згадка про майстра знайдена під 1593 роком, але зрозуміло, що працювати почав раніше. За висновками пройшов виучку у митців маньєризму, з деякими з яких створив декілька міфологічних творів (фігури писав один майстер, а пейзажне тло Деніс ван Алслот).
З роками виробив власну манеру, більш реалістичну і засновану на вивченні та замальовках реальних пейзажів. Як більшість південнонідерландських майстрів, був залучений до створення картонів до гобеленів із пейзажними мотивами. Став членом гільдії Св. Луки в місті Брюссель. Приблизно з 1600 року був надвірним художником іспанських ерцгерцогів Ізабелли Австрійської та Альбрехта VII.
Помер в Брюсселі.

## Вибрані твори
- «Зимовий пейзаж»

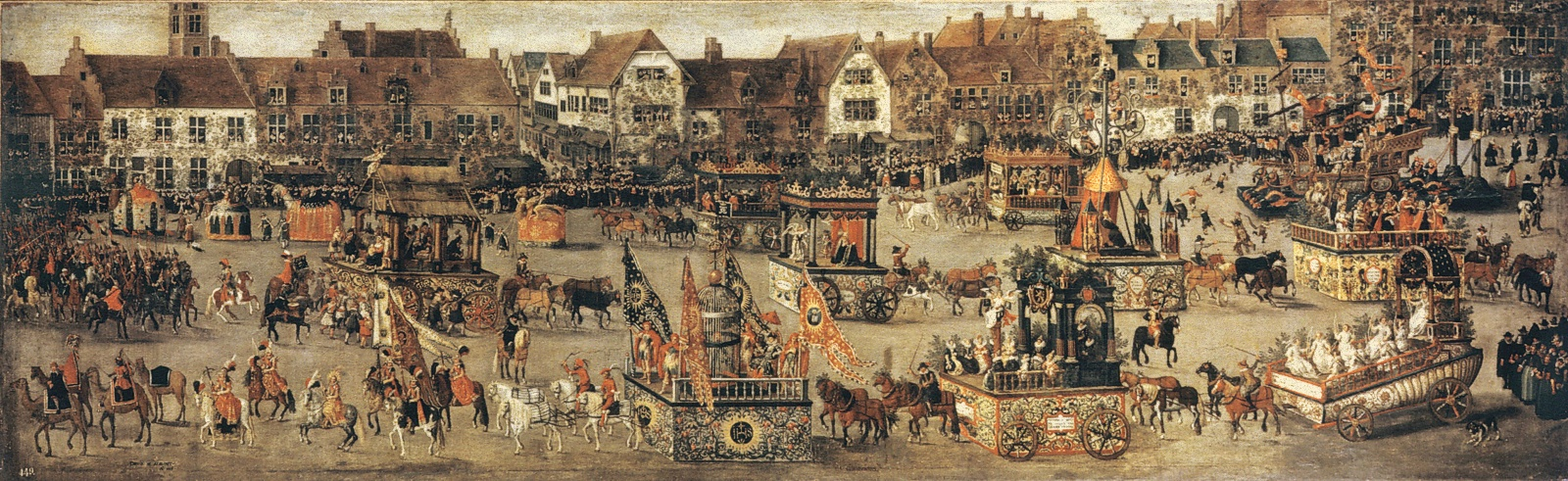
Урочистості на честь ерцгерцогині Ізабелли Австрійської, 1615 рік

- «Пейзаж», Музей мистецтва Метрополітен
- «Лісовий пейзаж із замком вдалині», Музей Гетті
- «Кефал і Прокріда в пейзажі»
- «Зимовий пейзаж із втечею Святої Родини в Єгипет»
- «Пейзаж», Національний музей мистецтв імені Богдана та Варвари Ханенків
- «Маскарад на льоду каналу під стінами Антверпена», Прадо, Мадрид
- «Зимовий пейзаж з фігурами», Ермітаж, Санкт-Петербург

|                                                      |                                                                    |                                                                    |
| «Лісовий пейзаж із замком Тервюрен» Деніс ван Алслот | «Зимовий пейзаж із втечею Святої Родини в Єгипет» Деніс ван Алслот | «Маскарад на льоду каналу під стінами Антверпена» Деніс ван Алслот |